# Palisse
Palisse is een gemeente in het Franse departement Corrèze (regio Nouvelle-Aquitaine) en telt 230 inwoners (2004). De plaats maakt deel uit van het arrondissement Ussel.

## Geografie
De oppervlakte van Palisse bedraagt 32,0 km², de bevolkingsdichtheid is 7,2 inwoners per km².
De onderstaande kaart toont de ligging van Palisse met de belangrijkste infrastructuur en aangrenzende gemeenten.

## Demografie
Onderstaande figuur toont het verloop van het inwonertal (bron: INSEE-tellingen).